# Omloop van het Houtland 1978
L'Omloop van het Houtland 1978, trentaquattresima edizione della corsa, si svolse il 28 settembre 1978 su un percorso con partenza e arrivo a Lichtervelde. Fu vinto dal belga Herman Van Springel della Marc Zeepcentrale-Superia davanti ai suoi connazionali Eddy Cael e Alain De Roo.

## Ordine d'arrivo (Top 10)
| Pos. | Corridore           | Squadra                      | Tempo |
| ---- | ------------------- | ---------------------------- | ----- |
| 1    | Herman Van Springel | Marc Zeepcentrale-Superia    |       |
| 2    | Eddy Cael           | Mini-Flat-Boule d'Or-Colnago |       |
| 3    | Alain De Roo        | Flandria-Velda-Lano          |       |
| 4    | Michel Pollentier   | Flandria-Velda-Lano          |       |
| 5    | Joseph Borguet      | Avia-Groene Leeuw            |       |
| 6    | Eddy Vanhaerens     | Carlos-Galli-Alan            |       |
| 7    | Willy Planckaert    | C&A                          |       |
| 8    | Marc Renier         | IJsboerke-Gios               |       |
| 9    | Pol Verschuere      | Flandria-Velda-Lano          |       |
| 10   | Christian Muselet   | Flandria-Velda-Lano          |       |